# Hans Christian Andersen

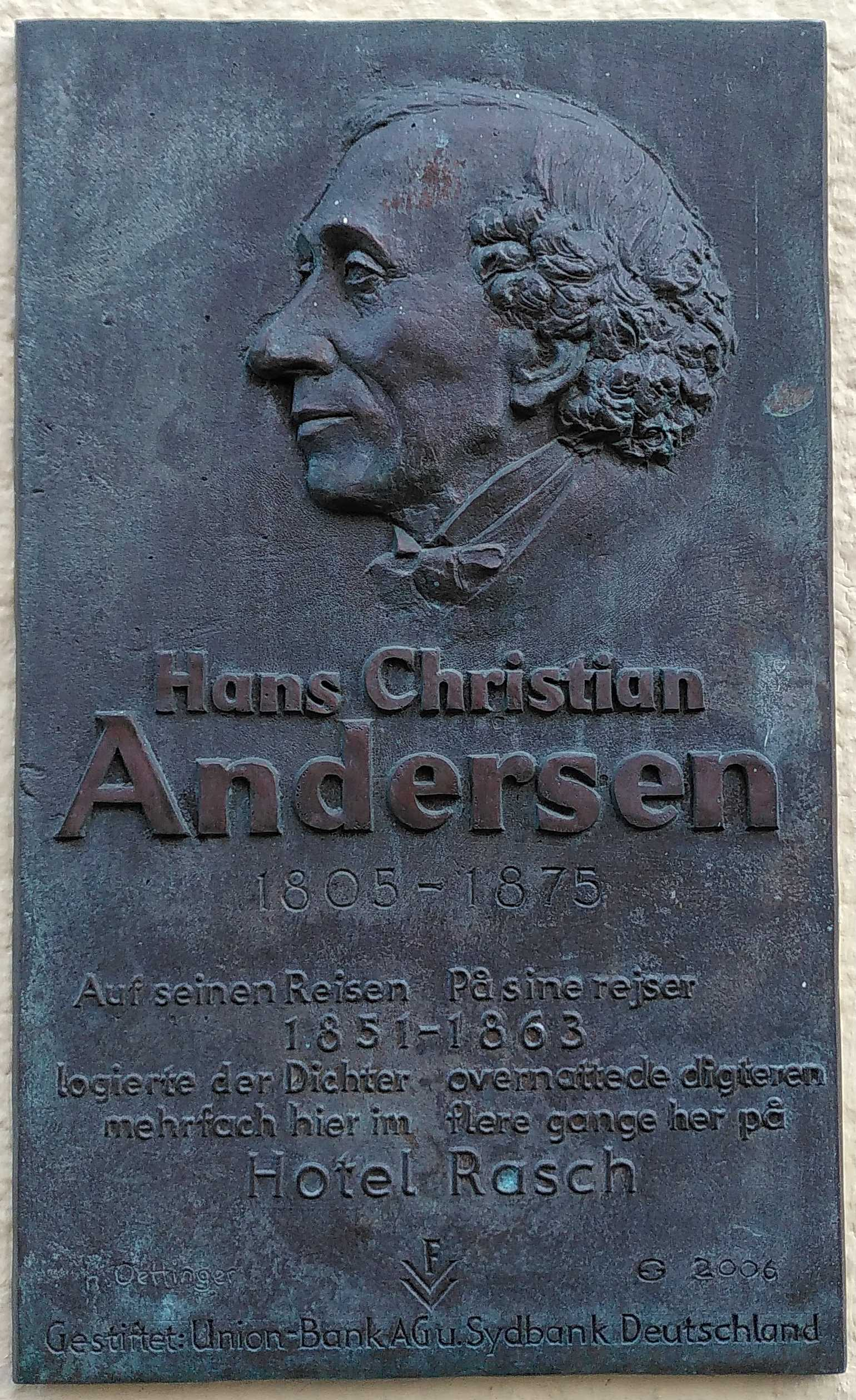
Pomnik Hansa Christiana Andersena

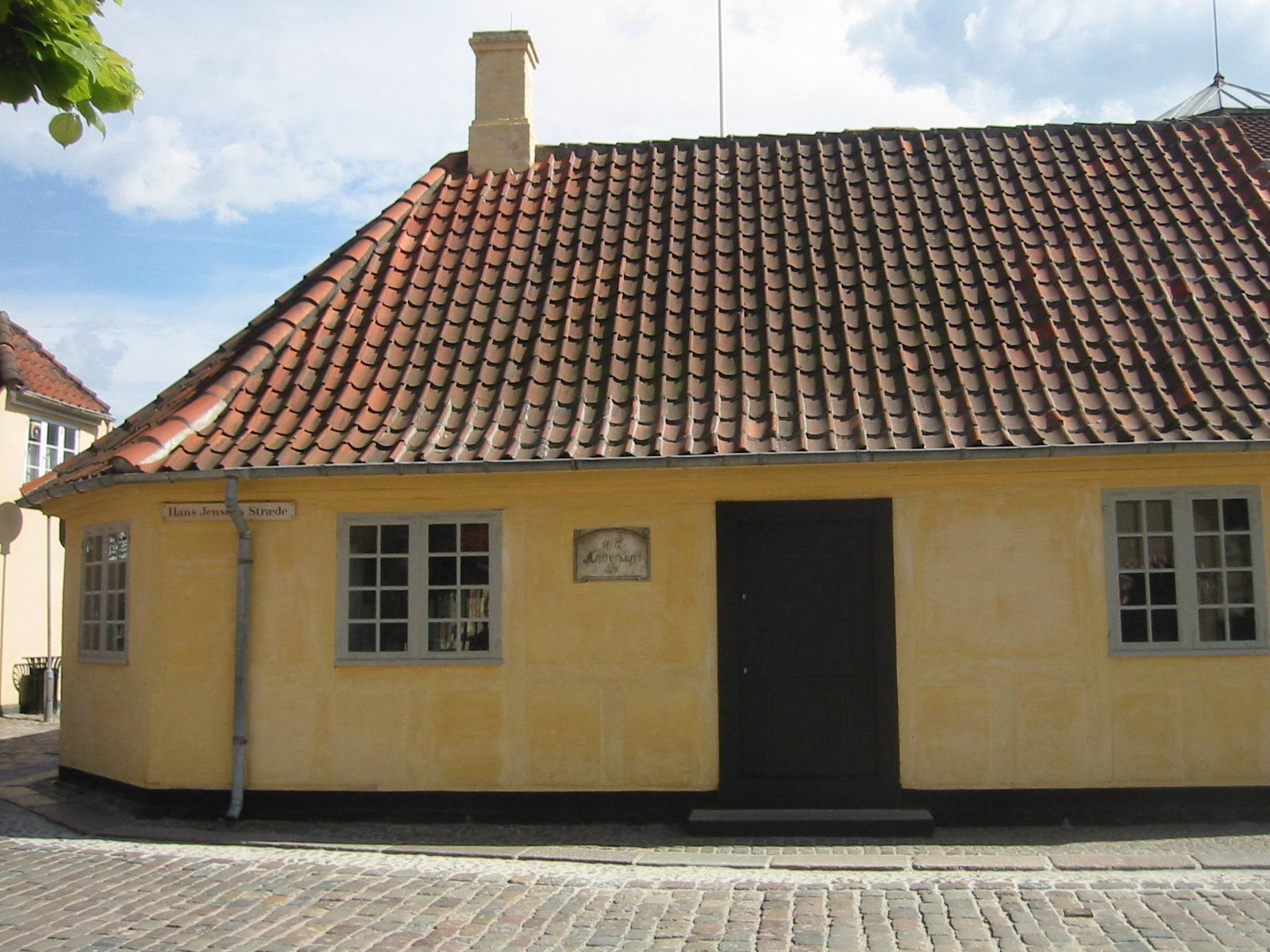
Dom Andersena w Odense

Hans Christian Andersenⓘ (wym. [hanˀs ˈkʁæsdjan ˈɑnɐsn̩]; ur. 2 kwietnia 1805  w Odense , zm. 4 sierpnia 1875  w Rolighed k. Kopenhagi) – duński pisarz i poeta , najbardziej znany ze swej twórczości baśniopisarskiej.

## Życiorys
Urodził się w najbiedniejszej dzielnicy Odense jako syn szewca  Hansa Andersena i niepiśmiennej praczki Anne Marie z domu Andersdatter (1774–1833). Ojciec zmarł w 1816 roku wskutek komplikacji zdrowotnych po udziale w wojnach napoleońskich, matka z powodu alkoholizmu. W dniu urodzenia ochrzczono go w domu, ze względu na śmierć wielu noworodków tuż po urodzeniu. 15 kwietnia został ponownie ochrzczony w kościele św. Jana w Odense.
W świat baśni pierwsza wprowadziła go babka (ze strony ojca), z którą bywał w przytułku dla chorych, gdzie zajmowała się ogrodem i gdzie później przebywał jego chory psychicznie dziadek. Kilka motywów z opowieści babki Andersen wykorzystał później w swojej twórczości. Po śmierci ojca i powtórnym małżeństwie matki (z Nielsem Gunersenem) Andersen wyjechał we wrześniu 1819 do Kopenhagi z zamiarem zostania aktorem. W latach 1820–1821 uczęszczał do szkoły baletowej w Kopenhadze. Próbował także gry w teatrze, lecz nie został przyjęty. Karierę rozpoczął jako śpiewak z wysokim sopranem, ale utracił go po mutacji głosu. Dzięki wytrwałości i dostrzeżeniu jego talentu przez króla Fryderyka VI , który odwiedził go w szkole łacińskiej w Slagelse , otrzymał w roku 1822 stypendium królewskie, co umożliwiło mu dalszą naukę w szkole, a później (do roku 1828) – studia . Pomógł mu też Jonas Collins, który od początku wspierał jego talent.
Pewniejsza sytuacja materialna pozwoliła na kontynuowanie pracy twórczej i rozwijanie zainteresowań. Za wszelką cenę starał się zbliżyć do teatru, w którym zadebiutował jako autor w 1829 sztuką Kjærlighed paa Nicolaj Taarn (Miłość na Wieży Mikołaja). Odtąd pisał sporo sztuk teatralnych, które nie zawsze cieszyły się powodzeniem. Wskutek braku wykształcenia jego teksty pełne były błędów ortograficznych, interpunkcyjnych i stylistycznych, a krytycy z miejsca je odrzucali.
Zwiedził niemal całą Europę. Podróże przez Niemcy, Włochy i Francję skłoniły go do studiów impresjonistycznych .
Ciekawość świata i ludzi, ale także nieustanny niepokój ducha, poczucie osamotnienia, kompleksy, skomplikowany charakter, nadmierna wrażliwość i egocentryzm uniemożliwiały mu znalezienie stałego miejsca i prowadzenie ustabilizowanego życia. Martwił się, iż oszaleje, podobnie jak jego dziadek. Miewał stany depresyjne i melancholiczne, a pod koniec życia chorował na gruźlicę.
Wiele współczesnych biografii charakteryzuje Andersena jako osobę biseksualną, co wynika m.in. z zachowanej korespondencji twórcy do Riborg Voigt, Edvarda Collina czy Haralda Scharffa. Na przykład do Edvarda Collina Andersen pisał: „Usycham z tęsknoty do ciebie tak, jak do pięknej kalabryjskiej dziewczyny... Moje uczucia do ciebie są takie, jak uczucia kobiety. Ta moja kobieca natura musi pozostać tajemnicą”. Collin we własnym pamiętniku wspominał o tym zauroczeniu Andersena: „Nie byłem w stanie odwzajemnić tej miłości, i sprawiło to autorowi wiele cierpienia”. W kontekście skrywanej seksualności pisarza analizuje się też współcześnie jego twórczość.
Miał wielu wybitnych i sławnych znajomych, do których należeli: Bertel Thorvaldsen, Adam Oehlenschlager, Johanne Luise Heiberg, Jenny Lind, Bjørnstjerne Bjørnson, Charles Dickens, Søren Kierkegaard czy bracia Grimm. W 1851 w wyrazie uznania dla wiedzy i zasług Andersena przyznano mu tytuł profesora, a w 1874 tytuł radcy.
Zmarł 4 sierpnia 1875 roku  na terenie posiadłości wiejskiej Rolighed koło Kopenhagi  (obecnie na terenie Østerbro – wschodniej dzielnicy stolicy Danii).
W Odense znajduje się muzeum Hansa Christiana Andersena.

## Odznaczenia
- Komandor I Stopnia Orderu Danebroga (1875, Dania)[13][14]
- Komandor Orderu Danebroga (1869, Dania)[14][15]
- Kawaler Orderu Danebroga (1846, Dania)[13][14]
- Krzyż Srebrny Orderu Danebroga (1858, Dania)[15][14]
- Kawaler Orderu Gwiazdy Polarnej (1848, Szwecja)[13][14][15]
- Kawaler I Klasy Orderu Sokoła Białego (1848, Weimar)[14][15]
- Order Orła Czerwonego III Klasy (1846, Prusy)[13][14][15]
- Order Maksymiliana za Sztukę (1859, Bawaria)[14][16][15]
- Komandor Orderu NMP z Guadalupe (1866, Meksyk)[14][15]
- Komandor z Gwiazdą Orderu św. Olafa (1871, Norwegia)[14]
- Komandor Orderu Sokoła Białego (1875, Weimar)[14]

## Twórczość
Debiutował w 1822 zbiorem utworów Młodzieńcze próby wydanych pod pseudonimem William Christian Walter. Wydał kilka tomów wierszy, wiele opowiadań, szkiców, powieści, sztuki teatralne. Także dziennik swojego życia.
Do najbardziej znanych powieści H.C. Andersena należą:
- Improwizator (Improvisatoren, 1835, wyd. pol. 1859)
- OT (1836)
- Tylko grajek (Kun en Spillemand, 1837)[1]

Wszystkie te powieści zawierają elementy autobiograficzne.

### Baśnie

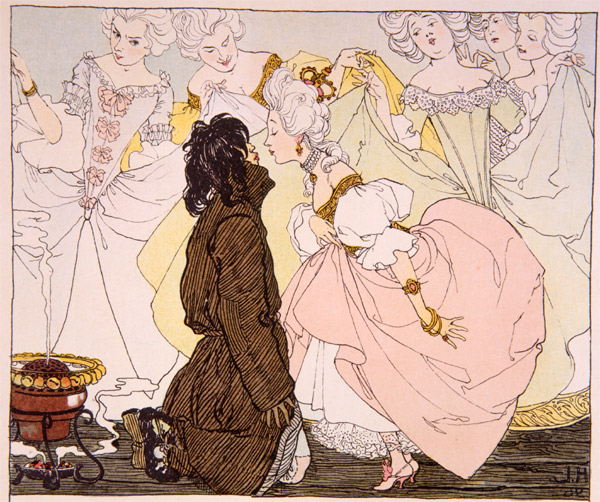
Ilustracja Heinricha Leflera do baśni Świniopas (1897)

Twórczości dla dzieci początkowo nie traktował poważnie, raczej jako zajęcie na marginesie pisarstwa dla dorosłych. Choć zastrzegał, iż jego baśnie to pudełka: dzieci oglądają opakowanie, a dorośli mają zajrzeć do wnętrza. Bardzo nie lubił, gdy jego baśnie od początku uznano za dzieła dla dzieci, bez głębszego sensu. Jednak właśnie baśnie przyniosły mu wielki rozgłos i sławę.
Pierwszy ich zbiór (Eventyr fortalte for Børn – Baśnie opowiedziane dla dzieci), został wydany w Kopenhadze w roku 1835, a kolejne tomy ukazały się w latach 1836 i 1837. Zachęcony powodzeniem pierwszej serii, pisarz wydawał kolejne aż do roku 1872.

## Upamiętnienie w Polsce
Od 1973 na terenie obecnej dzielnicy Bielany w Warszawie znajduje się ulica imienia Hansa Christiana Andersena. Ulice Andersena są też w Częstochowie, Bydgoszczy, Poznaniu, Szczecinie, Tczewie, Łodzi, Ząbkach i Tarnowskich Górach.
W Lublinie jest teatr im. Hansa Christiana Andersena.

### Szkoły
W Krakowie szkoła podstawowa nr 101 nosi imię Hansa Christiana Andersena, w Łodzi szkoła podstawowa nr 64 nosi jego imię. 3 kwietnia 2004 r. Szkole Podstawowej w Bolechowie-Osiedlu nadano imię Hansa Christiana Andersena uchwałą rady gminy Czerwonak. W Warszawie jest Szkoła Podstawowa z Oddziałami Integracyjnymi nr 318 im. Jana Christiana Andersena, w Lublinie Społeczne Liceum Ogólnokształcące im. H.C. Andersena. W Karsku oraz w Petrykozach istnieją szkoły podstawowe im. Hansa Christiana Andersena. W Olsztynie Szkoła Podstawowa nr 25 z Oddziałami Integracyjnymi nosi imię Andersena. Szkoła Podstawowa w Bolechowie osiedlu też nosi imię Hansa Christiana Andersena.

### Przedszkola
- Miejskie Przedszkole nr 1 Hansa Christiana Andersena w Katowicach

- Przedszkole Nr 13 im. H. Ch. Andersena w Żorach